# Markinch
Markinch est une ville située dans le Fife, en Écosse. En 2020 la population de Markinch est estimée à 2 400 habitants.